# Salles-sur-Garonne
Salles-sur-Garonne là một xã thuộc tỉnh Haute-Garonne trong vùng Occitanie tây nam nước Pháp. Xã này nằm ở khu vực có độ cao trung bình 224 mét trên mực nước biển.